# Kono Yuusha ga Ore TUEEE kuse ni Shinchou sugiru
Kono Yuusha ga Ore TUEEE kuse ni Shinchou sugiru (この勇者が俺TUEEEくせに慎重すぎる Kono Yūsha ga Ore Tsuē kuse ni Shinchō sugiru, n.đ.: "Vị dũng giả này tôi đã mê đắm vậy mà vẫn quá thận trọng"), gọi tắt là Shinchō Yūsha (慎重勇者 (Thận trọng Dũng giả)), là một series light novel sáng tác bởi Tsuchihiraito (土日月) và minh hoạ bởi Toyota Saori. Tiểu thuyết bắt đầu xuất bản trực tiếp vào tháng 6 năm 2016 trên trang web xuất bản tiểu thuyết Kadokawa. Sau đó, tác phẩm được mua lại bởi Fujimi Shobo, người đã xuất bản tập light novel đầu tiên vào tháng 2 năm 2017, cho hãng Kadokawa Books. Bộ manga được chuyển thể bởi nghệ thuật Koyuki đã được đăng thường kỳ trên tạp chí Fujimi Shobo's shōnen manga Monthly Dragon Age kể từ ngày 9 tháng 11 năm 2018 kể từ ngày 7 tháng 10 năm 2022. Nó đã được thu thập thành 6 tập tankōbon. Bộ series anime truyền hình được chuyển thể bởi White Fox được công chiếu từ 2 tháng 10 đến 27 tháng 12 năm 2019.

## Cốt Truyện
Ristarte là một nữ thần mới vào làm việc, người được giao nhiệm vụ giải cứu thế giới Gaeagrande khỏi Quỷ vương bằng cách triệu tập một dũng sĩ loài người. Một thế giới cấp độ khó S, Gaisprande cực kỳ nguy hiểm, vì vậy Ristarte cẩn thận chọn một dũng sĩ sẽ có thể chiến thắng kẻ thù. Cô tuyển chọn Ryūgūin Seiya, người có số liệu thống kê lớn hơn nhiều lần so với bất kỳ ứng cử viên nào khác. Thật không may, khi triệu tập anh ta, Ristarte thấy thất vọng rằng anh thận trọng một cách lố bịch về mọi thứ, kể cả cô, thậm chí từ chối đi vào những khu vực an toàn nhất của Gaisprande cho đến khi anh tập luyện đến một mức độ mà anh cảm thấy ưng ý nhất, sự thận trọng của Seiya khiến nữ thần phát điên. Tuy nhiên, khi cặp đôi cuối cùng đã đặt chân lên Gaisprande, các sự kiện có thể chứng minh sự thận trọng của dũng sĩ này là hợp lý.

## Nhân vật
Ryūgūin Seiya (竜宮院 聖哉)
Lồng tiếng bởi: Yūichirō Umehara
Một dũng sĩ mạnh mẽ vượt trội về mọi thứ, ngoại trừ một vấn đề nhỏ - anh quá thận trọng quá vấn đề đến nỗi làm mọi người khó chịu. Tính cách thận trọng đó là từ một sự việc đau buồn đã xảy ra trong quá khứ của anh.
Ristarte (リスタルテ Risutarute)
Lồng tiếng bởi: Aki Toyosaki
Nữ thần Trị Thương, người được giao nhiệm vụ chọn một dũng sĩ để cứu Gaeabrande, cuối cùng cô đã triệu hồi Seiya. Lần đầu tiên gặp Seiya, cô đã ngay lập tức say mê anh vì vóc dáng và gương mặt đẹp trai hoàn hảo của anh nhưng cũng mệt mỏi với tính thận trọng của anh.
Mash (マッシュ Masshu)
Lồng tiếng bởi: Kengo Kawanishi
Một chiến binh mang Long Huyết trẻ tuổi, người cuối cùng trở thành học trò của Seiya, làm người mang hành lý cho anh hoặc lợi dụng sức mạnh rồng của cậu để dọn dẹp giùm nhưng Seiya vẫn luôn quan tâm tới cậu sâu thẳm trong lòng.
Elulu (エルル Eruru)
Lồng tiếng bởi: Aoi Koga
Một pháp sư mang Long Huyết là bạn thời thơ ấu của Mash. Giống như Mash, cô trở thành một trong những người mang hành lý cho Seiya. Là một Ma thuật sư, cô bắt đầu học và tập trung nhiều hơn vào khả năng hỗ trợ mặc dù Seiya lợi dụng sức mạnh của cô nhưng vẫn quan tâm cô.
Ariadoa (アリアドア)
Lồng tiếng bởi: Hibiku Yamamura
Nữ thần Phong Ấn, cô đã cứu rất nhiều thế giới là nữ thần cấp cao của Ristarte. Cô sẽ luôn hỏi những vị thần khác để dạy Seiya, một phần là vì cô muốn giúp anh.
Cerceus (セルセウス Seruseusu)
Lồng tiếng bởi: Atsushi Ono
Một vị thần mạnh mẽ. Ông ta được biết đến như là Thánh kiếm cứng đầu sẽ không dừng lại cho dù có bị ngăn cản, khi huấn luyện cho Seiya theo lời mong muốn của Ariadoa và ông đồng ý nhưng do cậu cứ đòi ông dạy cho dù ông nghĩ là đủ rồi, tới nỗi ông phải trốn lui trốn lủi khỏi anh.
Ishtar (イシスター Ishisutā)
Lồng tiếng bởi: Keiko Han
Nữ thần vĩ đại, người đóng vai trò là thủ lĩnh của các vị thần khác.
Valkyrie (ヴァルキュレ Varukyure)
Lồng tiếng bởi: Fairouz Ai
Nữ thần Hủy diệt, là nữ thần mạnh nhất trên Thiên Giới, cô cũng dạy cho Seiya.
Hestiaca (ヘスティカ Hesutika)
Lồng tiếng bởi: Sayumi Watabe
Nữ thần Lửa.
Adenela (アデネラ Adenera)
Lồng tiếng bởi: Shiori Izawa
Nữ thần Chiến tranh. Cô bắt đầu có tình cảm khi dạy Seiya và khá bực bội khi bị anh từ chối.
Mitis (ミティス Mitisu)
Lồng tiếng bởi: Kotono Mitsuishi
Nữ thần Bắn cung. Cô được biết đến với chứng cuồng dâm.